# روبرت غارسيا (لاعب إسكواش)
روبرت غارسيا هو لاعب إسكواش فلبيني، ولد في 15 أبريل 1986 في مانيلا في الفلبين.

## وصلات خارجية
- روبرت غارسيا على موقع الاتحاد الدولي لمحترفي الاسكواش (مؤرشف) (الإنجليزية)
- روبرت غارسيا على موقع SquashInfo.com (الإنجليزية)